# Molophilus crassipygus
Molophilus crassipygus là một loài ruồi trong họ Limoniidae. Chúng phân bố ở miền Cổ bắc.